# Gare de Peralada
La gare de Peralada (en catalan : estació de Peralada) est ancienne gare ferroviaire espagnole de la ligne Barcelone - Gérone - Portbou, située sur le territoire de la commune de Peralada, dans la comarque de l'Alt Empordà, en Catalogne.

## Situation ferroviaire
La gare de Peralada est située au point kilométrique (PK) 77,249 de la ligne Barcelone - Gérone - Portbou dans sa section entre Maçanet-Massanes et Cerbère, entre les gares en service de Vilajuïga et de Figueras. Son altitude est de 18,8 mètres.

## Histoire
La gare a été mise en service afin de desservir la ville. Sa faible fréquentation, en raison de son éloignement par rapport au centre de cette ville, a entraîné, dans les années 1990, sa fermeture au trafic voyageurs, même si le bâtiment était toujours debout. La gare est composée de deux voies principales et de trois voies déviées qui mène nulle part, les deux voies principales sont accessibles par les deux quais latéraux à ces voies. Le bâtiment est située à gauche de la voie en direction de Portbou.
Depuis, le bâtiment de la gare a été détruit par décision de l'ADIF. Selon certaines sources[Qui ?], l'ADIF se serait débarrassée du bâtiment pour éviter de l'entretenir, ou pour éviter qu'il ne devienne un « nid » à déchets. L'ADIF effectue la même procédure pour toutes les gares abandonnées.

## Service des voyageurs

### Desserte
La gare est fermée.